# كأس أوروبا لكرة اليد
كأس أوروبا لكرة اليد (بالإنجليزية: EHF Cup)‏ هي منافسة رسمية لكرة اليد للرجال في قارة أوروبا وتنظمها الفيدرالية الأوروبية لكرة اليد. انطلقت للمرة الأولى في سنة 1981 حيث فاز بها نادي غومرسباخ لكرة اليد.

## الألقاب حسب البلد
| البلد            | الألقاب |
| ---------------- | ------- |
| ألمانيا          | 21      |
| إسبانيا          | 5       |
| الاتحاد السوفيتي | 3       |
| رومانيا          | 2       |
| المجر            | 2       |
| يوغوسلافيا       | 1       |
| كرواتيا          | 1       |

### الفرق الأكثر فوزا:
نادي كيل لكرة اليد (3): 1998, 2002, 2004.

نادي ماغديبورغ لكرة اليد (3): 1999, 2001, 2007

فغيش أوف غوبينغن (3): 2011, 2012, 2016